# ألينا أكوبيا
ألينا هروشينا أكوبيا (ولدت في 5 أغسطس 1999) لاعبة هي  مصارعة حرة أوكرانية . فازت بإحدى الميداليات البرونزية مناصفة مع البولندية أنهيلينا ليساك في منافسات 57 كجم في بطولة العالم للمصارعة 2022 التي أقيمت في بلغراد، صربيا. فازت بأربع ميداليات، منها ميداليتان ذهبيتان في بطولة أوروبا للمصارعة. مثلت ألينا أوكرانيا في دورة الألعاب الأولمبية الصيفية 2024 في باريس، فرنسا.

## مسيرتها الرياضية
في عام 2019، في بطولة العالم للمصارعة تحت 23 سنة 2019 في بودابست، المجر، فازت بالميدالية الفضية في وزن 57 كجم، قبل عامين، في بطولة العالم للمصارعة تحت 23 سنة 2017 التي أقيمت في بيدغوشتش، بولندا، فازت بإحدى الميداليات البرونزية في وزن 55 كجم.
في بطولة أوروبا للمصارعة 2020 التي أقيمت في روما، إيطاليا، فازت بالميدالية الفضية في منافسات 57 كجم للسيدات. وفي المباراة النهائية، خسرت أمام جريس بولين من النرويج.
في مارس 2021، حصلت ألينا على مكان في منافسات وزن 57 كجم للسيدات في بطولة التصفيات الأوروبية للمنافسة في دورة الألعاب الأولمبية الصيفية 2020 في طوكيو، اليابان. في نصف النهائي فازت الأوكرانية ألينا هروشينا أكوبيا بنتيجة 10-0 بفضل التفوق الفني على السويدية سارة ليندبورج. ثم واجهت البلغارية إيفيلينا نيكولوفا في النهائي وخسرته، في مايو 2021، فازت هروشينا بالميدالية الذهبية في منافساتها في بطولة أوروبا للمصارعة تحت 23 عامًا 2021 التي أقيمت في سكوبيه، مقدونيا الشمالية.  وفي نوفمبر 2021، فازت أيضاً بالميدالية الذهبية في 57 كجم في بطولة العالم للمصارعة تحت 23 سنة 2021 التي أقيمت في بلغراد، صربيا.
في عام 2022، فازت هروشينا بالميدالية الذهبية في حدث 57  كجم في بطولة أوروبا للمصارعة 2022 التي أقيمت في بودابست، المجر. كما فازت بالميدالية الذهبية في منافساتها في سلسلة تصنيف ماتيو بيليكوني 2022 التي أقيمت في روما، إيطاليا. فازت بإحدى الميداليات البرونزية في حدث 57 كجم في بطولة العالم للمصارعة 2022 التي أقيمت في بلغراد، صربيا. وبعد شهر، فازت أيضًا بإحدى الميداليات البرونزية في مصارعة حرة للسيدات وزن 57 كجم في بطولة العالم للمصارعة تحت 23 سنة 2022 التي أقيمت في بونتيفيدرا، إسبانيا.
فازت هروشينا بالميدالية الفضية في منافساتها في بطولة إبراهيم مصطفى 2023 التي أقيمت في الإسكندرية، مصر. فازت بالميدالية الذهبية في حدث 57 كجم في بطولة أوروبا للمصارعة 2023 التي أقيمت في زغرب، كرواتيا. هزمت زالا علييفا من أذربيجان في مباراة الميدالية الذهبية.
تنافست هروشينا في بطولة التصفيات الأولمبية الأوروبية للمصارعة 2024 في باكو، أذربيجان على أمل التأهل إلى دورة الألعاب الأولمبية الصيفية 2024 في باريس، فرنسا. خرجت من مباراتها الثالثة ولم تتأهل للأولمبياد. كما شاركت في بطولة التصفيات الأولمبية العالمية للمصارعة 2024 في إسطنبول، تركيا دون التأهل للألعاب الأولمبية. تمكنت هروشينا من المشاركة في الألعاب الأولمبية لعدم دعوة إيرينا كوراتشكينا من بيلاروسيا. تنافست هروشينا في منافسات وزن 57 كجم سيدات، حيث أُقصيت في مباراتها الثانية على يد هيلين ماروليس من الولايات المتحدة. فاز ماروليس بإحدى الميداليات البرونزية في هذا الحدث.

## حياتها الشخصية
الحياة الشخصية
تزوجت هروشينا من المصارع اليوناني الروماني أوليكساندر هروشين.

## الإنجازات
| السنة | البطولة       | الموقع         | النتيجة       | الحدث             |
| ----- | ------------- | -------------- | ------------- | ----------------- |
| 2020  | بطولات أوروبا | روما، إيطاليا  | المركز الثاني | مصارعة حرة 57 كجم |
| 2021  | بطولات أوروبا | وارسو، بولندا  | المركز الثالث | مصارعة حرة 57 كجم |
| 2022  | بطولة أوروبا  | بودابست، المجر | المركز الأول  | مصارعة حرة 57 كجم |
| 2022  | بطولة العالم  | بلغراد، صربيا  | المركز الثالث | مصارعة حرة 57 كجم |
| 2023  | بطولة أوروبا  | زغرب، كرواتيا  | المركز الأول  | مصارعة حرة 57 كجم |